# Bøur
Bøur [ˈbøvʊɹ] (Bø en danois) est un village des îles Féroé, situé dans la commune de Sørvágs. En 2005, Bøur comptait 70 habitants.
Le village possède plusieurs vieilles maisons et abrite une église construite en 1865.
Bøur est déjà mentionné par des textes de 1350, mais le village est probablement plus vieux encore. On sait aussi que le village possédait une église en 1710.